# Soertandycultuur
De Soertandycultuur (of Trans-Oeralcultuur) is een archeologische cultuur uit de vroege kopertijd van de zuidelijke Trans-Oeral en de Kazachstanse steppe van het 4e-3e millennium voor Christus.
De cultuur is vernoemd naar sites aan het Soertandy-meer in Basjkortostan.

## Materiële cultuur
De nederzettingen van de Soertandycultuur bevonden zich voornamelijk op lage terrassen aan de oevers van meren en hadden geen vestingwerken. De woningen waren semi-kuilwoningen en kuilwoningen met haardplaatsen en bedden langs de wanden. De muren waren versterkt met stenen platen en het dak was bedekt met boomstammen.
De nederzetting Soertandy ligt in het district Abzelilovski van Basjkortostan, 40 km van  Magnitogorsk. Ze werd gekenmerkt door een overvloed aan stenen werktuigen van jaspis (pijlpunten, messen, schrabbers, hamers, maalstenen), afzonderlijke artefacten gemaakt van gedegen koper uit de Oeral, aardewerk en ornamenten.

## Economie
De basis van de economie was de veeteelt. Er werden botten van huisdieren ontdekt, waarbij  schapen, runderen en paarden overheersen. Er zijn geen grafmonumenten aangetroffen.

## Genetische verbindingen
De bevolking van de Soertandycultuur werd gevormd op basis van lokale stammen uit het neolithicum. Aan het einde van het 3e millennium v.Chr. vestigden deze zich in de valleien van de rivieren Aj, Oersjak en Joerjoezan. De bevolking hield zich bezig met jacht, visserij en veeteelt. 
In het oosten werden de stammen van deze archeologische cultuur een van de componenten van de bevolkingsvorming van de Alakoelcultuur, en in het westen van de Abasjevocultuur.